# Снукер

Початкове розташування куль у снукері. Биток (біла куля) на початку гри може бути розміщений у будь-якому місці півкола

Снукер (від англ. snooker — блокувати, перешкоджати) — різновид гри на більярді. Принцип гри полягає в тому, щоб за допомогою кия і білої кулі за особливими правилами гри закотити в лузи 15 червоних і шість кольорових куль (жовту, зелену, коричневу, синю, рожеву та чорну). Переможцем стає той гравець, котрий набирає за гру (фрейм) більшість очок.
Снукер є однією з найпопулярніших більярдних ігор у світі, перш за все у Великій Британії, в інших англомовних країнах (Ірландії, Канаді, Австралії), а також у Китаї та східній Азії.

## Термінологія
У снукері вживаються деякі специфічні терміни.
Балочна лінія (балка) — лінія, яка розташована паралельно до одного з коротких бортів столу, на відстані 29 дюймів (73,66 см) від нього. Слово походить від англ. baulk line, baulk.
Дім — півколо біля балочної лінії. Радіус дому дорівнює третині відстані від балки до найближчого короткого борту столу.
Плант — гра необхідної кулі через кулю (інколи через кілька), за яким здійснюється удар битком (гравець завдає удару по прицільній кулі, якою влучає в іншу кулю, що падає в лузу).
Кенон — удар по кулі, метою якого є покращення позиції інших куль.
Флюк — куля, яка потрапила до лузи неочікувано, яку забити не планувалося або планувалося в іншу лузу; те саме, що фукс у більярді.
Брейк — серія (безперервна послідовність) результативних ударів одного гравця.
Сенчурі-брейк (сенчурі) — брейк у 100 або більше очок. Походить від англ. century — «сотня».
Снукер — удар, після якого суперник не може завдати прямого удару по необхідній кулі. Таке розташування теж називають снукером. Для виходу зі стану снукеру гравець має завдати удару з відбиттям від борту столу (або від кількох бортів) (дабл) чи удару з закрученням битка (вінт). Такі удари набагато складніші й мають більшу ймовірність помилки.
Снукер роблять із метою не дати супротивнику можливості завдати результативного удару, змусити його помилитися й отримати штраф.

## Історія

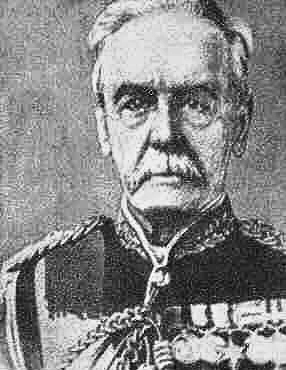
Полковник сер Невіл Чемберлен

Снукер є нащадком англійського більярду — однієї з найстаріших ігор у більярд.
Снукер з'явився в Індії 1875 року. Наприкінці 19 сторіччя гра у більярд була дуже розповсюдженою серед англійських офіцерів, які на той час служили і в Індії. Саме тоді полковник сер Невілл Чемберлен (тезка майбутнього англійського прем'єр-міністра) запропонував додати до гри кольорові кулі.
Слово «снукер» було у той час у військових сленговим словом, яке означало кадета, що служить перший рік. За однією з версій, сер Чемберлен якось обізвав «снукером» свого суперника, який не міг вийти зі складного становища, що утворилося на столі. Можливо, так називали новачків, які тільки починали грати у цю гру. Згодом словом «снукер» стали позначати таку позицію на столі, коли завдати прямого удару по необхідній кулі неможливо, а пізніше — і цей різновид гри у більярд.
1885 р. британський чемпіон з більярду Джон Робертс мандрував Індією і зустрів там полковника Чемберлена. Чемберлен розповів чемпіону про нову гру, після чого Робертс розповсюдив снукер у Англії.
Чемпіонати зі снукеру почали проводити з 1916 р. 1927 р. Джо Девіс — найвідоміший гравець у снукер, допоміг організувати перший світовий професійний чемпіонат зі снукеру. Він виграв цей чемпіонат і всі наступні світові чемпіонати до 1947 р.
Снукер пережив період деякого занепаду у 50-60 роках XX сторіччя, але починаючи з 70 років популярність почала повертатися. Тепер снукер є однією з найпопулярніших більярдних ігор у світі. Найпопулярніша ця гра у Великій Британії, де снукер поступається лише футболу. Також він широко розповсюджений в інших англомовних країнах (Ірландії, Канаді, Австралії, Індії, Південній Африці), у Китаї та східній Азії (Таїланді, Гонконзі).

## Правила снукеру

Початкове розташування куль на столі

### Стіл
У снукер грають на великому прямокутному столі розміром 12х6 футів (3,66x1,83 м). Стіл має шість луз: чотири — у кутах столу і дві — посередині довгих бортів.
Вздовж короткого борту столу, на відстані 29 дюймів (73,66 см) від нього розташовано «балочну лінію» або «балку» (від англ. baulk).
Поруч із балкою розташовано «дім» — півколо, діаметр якого лежить на балочній лінії. Радіус дому дорівнює третині відстані від балки до ближчого короткого борту столу.

### Кулі
У грі використовуються наступні кулі:
- біла (биток)
- 15 червоних куль
- 6 «кольорових куль»: жовта, зелена, коричнева, синя, рожева та чорна.

Для кожної з кольорових куль на столі визначено своє окреме місце.

### Гра
Усі удари києм завдаються лише в білу кулю — биток. «Кулею в грі» називають ту кулю, в яку гравець має влучити битком.
Перший удар у грі робиться битком із будь-якої точки дому. Биток можна розташувати всередині дому або на його лінії.
Подальша гра складається із двох фаз.

#### Перша фаза
Настає на початку кожної партії, а також щоразу, коли до гравця переходить черга завдати удару, і на столі ще є червоні кулі. У цій фазі гравець має влучити битком у будь-яку червону кулю.
- Якщо гравець забиває червону кулю, він отримує 1 очко та право зробити ще один удар. Гравець може забити кілька червоних куль одним ударом, тоді він отримує 1 очко за кожну. Забиті червоні кулі залишаються в лузах.
- Якщо червоної кулі не забито, то право удару переходить до суперника.

Якщо гравець отримав право на ще один удар, він має влучити в одну з шести кольорових куль (на свій вибір).
Перед тим як завдавати удару, гравець оголошує, яку саме кольорову кулю він гратиме.
Якщо гравець забиває замовлену кольорову кулю, він отримує право на ще один удар та йому нараховують відповідну кількість очок:
- жовта: 2 очки
- зелена: 3 очки
- коричнева: 4 очки
- синя: 5 очок
- рожева: 6 очок
- чорна: 7 очок

Гравець не має права забивати кілька кольорових куль або кольорову та червону одночасно.
Забиту кольорову кулю дістають із лузи й повертають на стіл, на її місце.
Якщо місце вже зайняте (іншою кулею), то кулю повертають на місце іншої кольорової кулі. Обирають найвище місце з-поміж вільних.
Якщо зайнято всі місця кольорових куль, то кулю ставлять під її місцем, якомога ближче до нього, але не впритул до куль, що займають її місце.
Якщо на столі більше не лишилося червоних куль, відбувається перехід до другої фази гри.
Якщо ж червоні кулі ще лишилися, триватиме перша фаза, тобто, гравець має забивати червону кулю.

#### Друга фаза
Починається, коли забито всі червоні кулі.
У цій фазі слід грати кольорові кулі, у порядку зростання їхньої вартості, тобто: жовту (2), зелену (3), коричневу (4), синю (5), рожеву (6) і чорну (7). Забиті кулі вже не повертаються на стіл.

### Штрафи
Гравець отримує штраф, якщо:

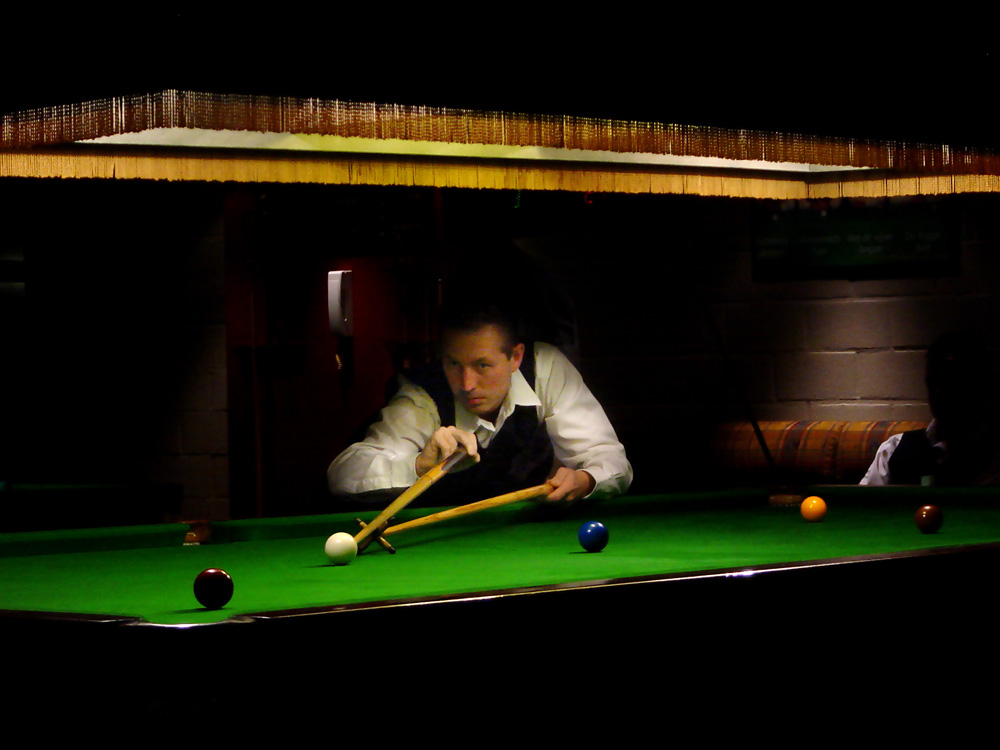
Користування машинкою під час гри в снукер.

- влучає першим торканням битка не у кулю в грі
- взагалі не влучає у кулю в грі
- забиває червону кулю, коли має забити кольорову, чи навпаки
- забиває не ту кольорову кулю, що замовив
- забиває биток
- вибиває кулю за межі столу
- торкається кулі чим завгодно, крім наклейки кия
- завдає удару, під час якого кий, биток і прицільна куля доторкаються одночасно
- біла куля (биток) перестрибує кулю в грі
- ставить снукер за вільну кулю (від англ. free ball) в грі

Якщо гравець отримує штраф, то його рахунок не зменшується, натомість, штрафні очки додаються супернику.
Мінімальний штраф — 4 очки. Він може збільшуватися залежно від вартості кулі в грі або кулі, за яку оштрафовано, дивлячись, яка з них має більшу вартість.
Якщо гравець заробляє кілька штрафів одразу, то вони не додаються — призначається лише найбільший.

### Визначення переможця
| Колір кулі | Бал     |
| Червона    | 1 очко  |
| Жовта      | 2 очки  |
| Зелена     | 3 очки  |
| Коричнева  | 4 очки  |
| Синя       | 5 очків |
| Рожева     | 6 очків |
| Чорна      | 7 очків |
| ---------- | ------- |

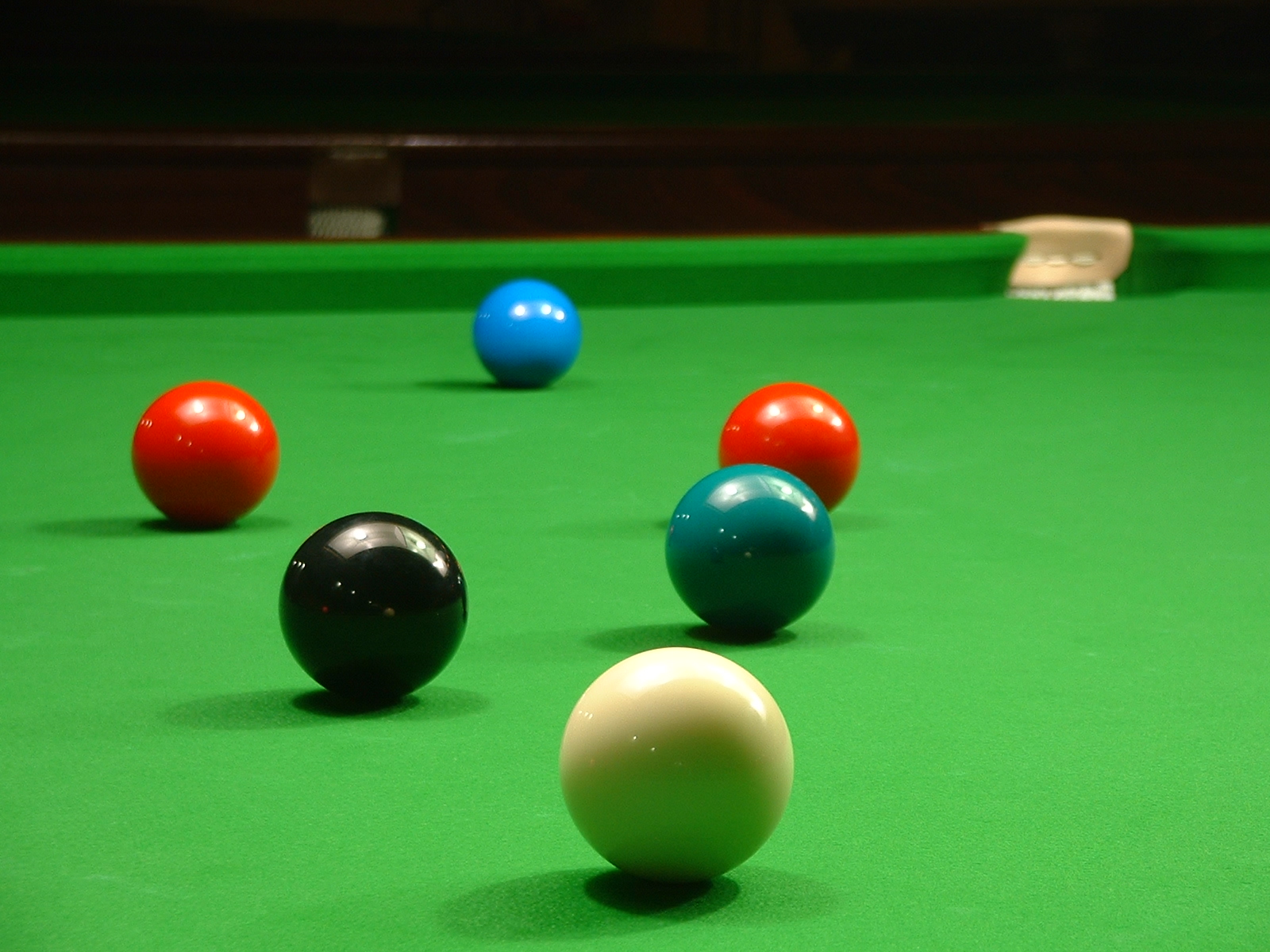
Ситуація «снукер». Гравець має влучити битком (білою кулею) у будь-яку з червоних куль, але обидві їх закрито від прямого удару.

Гра триває, поки один з гравців не визнає себе переможеним, або поки не буде забито всі кулі, крім битка — тоді переможцем стає той, хто набрав більшу кількість очок.
Максимально можлива кількість очок (без штрафів) — 147. Їх можна здобути, якщо забити всі червоні кулі по одній (15*1= 15) та після кожної червоної забивати чорну (15*7= 105), а потім забити всі кольорові кулі (2+3+4+5+6+7= 27). Якщо суперник отримував штраф хоча б раз, можна набрати більше очок.
Можливі ситуації, коли на столі вже недостатньо куль для того, щоб виграти за очками, які залишилися. Тоді у гру вступає снукер — удар, який не заробляє очок, однак створює на столі незручну для суперника позицію, що змушує його помилитися й заробити штраф. Вправний гравець може робити снукери й виграти за рахунок штрафів, отриманих суперником.
Гравці високого рівня часто здобувають перемогу шляхом довгих послідовностей влучних ударів — «брейків». Одним із показників гравців високого класу є серії, якими здобуто сто (чи більше) очок, що практично гарантує перемогу у грі. Такі серії відомі під назвою сенчурі-брейків (англ. century break).

Учасник, який здобуває на турнірі максимальний брейк (147 очок), отримує окрему відзнаку від організаторів.

## Турніри
- Чемпіонат світу зі снукеру

## Видатні гравці
- Джо Девіс — перший чемпіон світу з професійного снукеру. Здобував чемпіонський титул п'ятнадцять разів, з них 14 разів поспіль (з 1927 до 1940 року та в 1946 році).
- Рей Ріардон — шестиразовий чемпіон світу (1970-ті роки).
- Стів Девіс — шестиразовий чемпіон світу (1980-ті роки).
- Стівен Хендрі — семиразовий чемпіон світу (1990-і роки).
- Ронні О'Салліван — семиразовий чемпіон світу (2000-ні — 2020-ті роки), переможець багатьох турнірів, автор найшвидшого максимального брейку (147 очок за 5 хвилин 20 секунд)[2].
- Джон Гіггінс — чотириразовий чемпіон світу (1990-ті—2000-ні роки).
- Джиммі  Вайт (англ. Jimmy White), — шість разів займав друге місце на чемпіонатах світу.
- Марк Вільямс (англ. Mark Williams) — триразовий чемпіон світу (2000, 2003, 2018).
- Ніл Робертсон (англ. Neil Robertson) — чемпіон світу 2010 року, переможець Гран-прі 2006 та 2009, Welsh Open 2007, Bahrain Championship 2008.
- Алекс Гіггінс (англ. Alex Higgins) — дворазовий чемпіон світу (1972, 1982). Вважається одним із найталановитіших снукеристів світу разом з Ронні О'Салліваном та Джиммі Вайтом.
- Марк Селбі — чотириразовий чемпіон світу (2010-2020-ті роки).
- Джадд Трамп — чемпіон світу 2019 року, Чемпіонату Великої Британії 2011 року та Мастерс 2019 року.

## Виноски
1. ↑  Регламент Sharpei Snooker Cup 2011. Архів оригіналу за 24 червня 2013. Процитовано 24 квітня 2011.
2. ↑  Ronnie "The Rocket" O'Sullivan fastest 147. Архів оригіналу за 12 березня 2013. Процитовано 24 квітня 2011. (відео)